# Suite para laúd en do menor, BWV 997
La Suite en do menor, BWV 997, de Johann Sebastian Bach, es una pieza para laúd que existe en dos versiones:
- BWV 997.1 - 1ª versión, compuesta antes de que se escribiera su copia manuscrita más antigua existente entre 1738 y 1741, para clave-laúd (laúd-clavecín)
- BWV 997.2 - 2ª versión, para laúd: posiblemente el arreglo no sea de Bach.

## Contexto histórico
Existe un debate sobre las obras que Bach escribió para laúd. Se cree que posiblemente estas obras fueron compuestas para ser tocadas en el laúd-clavecín (lautenwerk), un instrumento de teclado parecido al clavecín. Bach poseía un conocimiento más profundo en los instrumentos de teclado y de cuerda frotada, y no tanto en instrumentos de cuerda punteada.
Sin embargo, la Suite para laúd BWV 997 parece ser una obra mejor adaptada para las características de los instrumentos punteados. Bach escribió esta suite como una pieza original, a diferencia de otras obras para laúd que son transcripciones de piezas para violín o violonchelo. Posiblemente esta Suite fue escrita en su estadía en Leipzig, a finales de la década de 1730 o principios de 1740.

## Movimientos
Tiene cinco movimientos:
1. Preludio
2. Fuga
3. Sarabande
4. Giga
5. Doble (variación en la giga)